# 1754
Перша наукова революція •  Просвітництво • Глухівський період в історії Гетьманщини •  Російська імперія

## Геополітична ситуація
В Османській імперії султана Махмуда I змінив султан Осман III (до 1757). Під владою османів перебувають Близький Схід та Єгипет, Середземноморське узбережжя Північної Африки, частина Закавказзя, значні території в Європі: Греція, Болгарія та Сербія. Васалами османів є Волощина та Молдова.
Священна Римська імперія охоплює, крім німецьких земель, Угорщину з Хорватією, Трансильванію, Богемію, Північну Італію, Австрійські Нідерланди. Її імператор — Франц I (до 1765). Марія-Терезія має титул королеви Угорщини. Королем Пруссії є Фрідріх II (до 1786).
На передові позиції в Європі вийшла Франція, якою править Людовик XV (до 1774). Франція має колонії в Північній Америці та Індії. В Іспанії королює Фернандо VI (до 1759). Королівству Іспанія належать південь Італії, Нова Іспанія, Нова Гранада та Віцекоролівство Перу в Америці, Філіппіни. В Португалії королює Жозе I (до 1777). Португалія має володіння в Бразилії, в Африці, в Індії, в Індійському океані й Індонезії.
Північ Нідерландів займає Республіка Об'єднаних провінцій. Вона має колонії в Північній Америці, Індонезії, на Формозі та на Цейлоні. Великою Британією править Георг II (до 1760). Британія має колонії в Північній Америці, на Карибах та в Індії. Король Данії та Норвегії — Фредерік V (до 1766), на шведському Фредеріка I змінив Адольф Фредерік (до 1771). На Апеннінському півострові незалежні Венеціанська республіка та Папська область. У Речі Посполитій королює Август III Фрідріх (до 1763). На троні Російської імперії сидить Єлизавета Петрівна (до 1761).
Україну розділено по Дніпру між Річчю Посполитою та Російською імперією. Гетьман України — Кирило Розумовський. Нова Січ є пристановищем козаків. Існує Кримське ханство, якому підвладна Ногайська орда.
В Ірані фактично править династія Зандів при номінальному правлінні сефевіда Ісмаїла III. Значними державами Індостану є Імперія Великих Моголів, Імперія Маратха. У Китаї править Династія Цін. У Японії триває період Едо.

## Події

### В Україні
- Засновано Кропивницький (як фортецю Св. Єлизавети).
- Булаву кошового отамана Війська Запорозького отримав Яким Ігнатович.

### У світі
- Індіанці гуарані атакували португальське поселення на території сучасної Бразилії, що стало предвісником Гуаранської війни.
- У Північній Америці почалася Франко-індіанська війна між британськими та французькими колоніями.
- Прем'єр-міністром Великої Британії став Томас Пелем-Голлс.
- Іранський правитель Карім Хан Занд відбив у афганців Шираз.
- Турецьким султаном став Осман III.
- В Олбані проведено конгрес північноамериканських колоній Британії, на якому запропоновано утворити Американський Союз.

### Наука та культура
- 17 липня у Нью-Йорку відкрився Королівський коледж. У цьому вищому навчальному закладі було десять студентів і один професор. У 1784 змінив свою назву на Колумбійський, а у 1896 став університетом. Нині це один із найбільших і найпрестижніших вишів США.
- Джозеф Блек відкрив вуглекислий газ.
- Прокоп Дівіш сконструював блискавичник.
- Медаль Коплі отримав лікар і фармацевт Вільям Льюїс.
- Девід Юм видав перший том «Історії Англії».
- Жан-Жак Руссо опублікував «Міркування про походження та основи нерівності між людьми».
- Завершилося будівництво Строгановського палацу в Санкт-Петербурзі.
- У Делі збудовано гробницю Сафдарджанґа.
- Виходить у світ праця Ісаака Ньютона «Історичне простеження двох помітних спотворень Святого Письма»

## Народились
Дивись також Категорія:Народились 1754
- 13 лютого — Шарль-Моріс де Талейран (Талейран-Перігор), французький державний діяч, міністр закордонних справ Франції (1797-1807, 1814-1815)
- 2 серпня — П'єр Шарль Ланфан, французький архітектор
- 23 серпня — Людовик XVI, король Франції (1774-1792)
- 1 жовтня — Павло I, російський імператор

## Померли
Дивись також Категорія:Померли 1754